# حوزه انتخابیه سی‌ویکم کالیفرنیا
حوزه انتخابیه سی‌ویکم کالیفرنیا یک حوزه انتخابیه مجلس نمایندگان آمریکا است که در ایالت کالیفرنیا قرار دارد.